# Loïc Poujol
Loïc Poujol (Aveyron, 27 de febrero de 1989) es un exfutbolista francés que jugaba en la posición de mediocampista. 
Debutó profesionalmente en 2009 con el F. C. Sochaux-Montbéliard.

## Selección nacional
Fue internacional con la selección de fútbol sub-20 de Francia.

## Clubes
| Club                      | País    | Año       |
| ------------------------- | ------- | --------- |
| F. C. Sochaux-Montbéliard | Francia | 2009-2014 |
| Paris F. C.               | Francia | 2014-2016 |
| Rodez AF                  | Francia | 2016-2021 |